# Joel Tobeck
Joel Bryan Tobeck (n. Auckland; 2 de junio de 1971) es un actor neozelandés de cine, teatro y televisión conocido principalmente por haber interpretado al político Tim Williams en la serie australiana Tangle y a Donny en la serie estadounidense Sons of Anarchy.

## Biografía
Joel es hijo de la fallecida actriz y escritora neozelandesa Liddy Holloway, y su abuelo fue el político Phil Holloway. Tiene dos hermanas, Francesca Holibar y Harlen Marcos. Asistió al Auckland Youth Theatre y la Auckland Performing Arts School, donde estudió baile contemporáneo.
A principios de los años 1990 Joel Tobeck era el hombre del tiempo del matinal de la emisora de radio de Auckland 95bfm. Como cantante y guitarrista actuaba con amigos en bandas como The Applicators (que hicieron de teloneros de las bandas estadounidenses Spitboy y The Jesus Lizard), Wide Lapels, Bard's Band, Splitter y en particular Darcy Clay, con la que llegó a hacer de telonero de Blur. También apareció con el grupo aficionado Tadow en el programa Ice As de la TV3.
Tobeck forma pareja con Yvette Denton, con la que tiene dos hijos: Hannah, nacida el 22 de julio de 2006 (18 años), y Daniel, nacido el 14 de julio de 2008 (16 años).

## Carrera como actor
Uno de los primeros hitos en la carrera de Tobeck como actor fue su intervención en el serial hospitalario neozelandés Shortland Street en 1996, donde apareció como un paciente en silla de ruedas. Siguieron papeles cinematográficos en películas locales como Sure to Rise, Peach y Topless Women Talk About Their Lives. Tobeck interpretó personajes recurrentes en las series de televisión de culto Hercules: The Legendary Journeys (Strife) y Xena: Warrior Princess (Deimos), que le expusieron a la audiencia de Estados Unidos y le llevaron incluso a aparecer en congresos de fans.
Durante el rodaje de la película El Señor de los Anillos: las dos torres, se rumoreó que Tobeck había sido elegido para interpretar a Sméagol antes de que se convirtiera en Gollum e incluso él mismo lo publicó en su página web. Sin embargo, nunca llegó a ser confirmado por la productora y finalmente no consiguió el papel, aunque en El retorno del Rey interpretó a un teniente orco. Ese mismo año apareció en un comercial para Yellow Pages.
En 2003 prestó su voz para los personajes de Footzilla y Slob Goblin en la serie Power Rangers Ninja Storm. En 2004 prestó su voz para el personaje del villano Jupitor en la serie Power Rangers Dino Thunder.
En 2005 apareció en las películas Stealth y Little Fish, donde interpretó a Steven Moss. En 2007 apareció en las películas 30 Days of Night donde dio vida a Doug Hertz y Ghost Rider, donde interpretó a Redneck.
En 2009 se unió al elenco principal de la serie Tangle donde interpreta al político Tim Williams y esposo de Christine Williams (Catherine McClements). En 2011 apareció en un episodio de la serie Underbelly NZ: Land of the Long Green Cloud donde interpretó a Gary Majors. La serie es la versión neozelandesa de las exitosas series australianas de Underbelly. 
En 2012 apareció en las series Power Rangers Samurai donde prestó su voz para interpretar al villano Duplicator y en Miss Fisher's Murder Mysteries donde interpretó al sargento mayor Grossmith. Ese mismo año se unió al elenco de la serie Golden donde interpreta al entrenador Paul Swanson, el exnovio de Shelley Bowman (Lucy Schmidt).
En 2013 se unió al elenco principal de la nueva serie The Doctor Blake Mysteries interpretando al jefe de la policía Matthew Lawson. Ese mismo año prestó su voz para el personaje de Yuffo en la serie infantil Power Rangers Megaforce y apareció en el último episodio de la serie Spartacus: War of the Damned, donde interpretó al general romano Cneo Pompeyo Magno.

## Filmografía

### Cine
| Año  | Título                                        | Personaje             | Notas                                                                                        |
| ---- | --------------------------------------------- | --------------------- | -------------------------------------------------------------------------------------------- |
| 2012 | Siege                                         | Sam Hoyle             | junto a Mark Mitchinson, Miriama Smith, Ross Stokes, Kirk Torrance y William Wallace         |
| 2011 | Sleeping Beauty                               | Empresario            | junto a Emily Browning, Michael Dorman, Anni Finsterer y Mirrah Foulkes                      |
| 2010 | The Hopes & Dreams of Gazza Snell             | Ron                   | junto a William McInnes, Robyn Malcolm y Lesley-Ann Brandt                                   |
| 2010 | Feud                                          | Lindsay Ferguson      | corto - junto a Kelly Butler y Colin Moody                                                   |
| 2009 | Accidents Happen                              | Ray Conway            | junto a Geena Davis, Viva Bianca, Sebastian Gregory, Erik Thomson y Damien Garvey            |
| 2007 | The Water Horse                               | Sargento Walker       | junto a Ben Chaplin, Emily Watson, Brian Cox, Alex Etel y Craig Hall                         |
| 2007 | 30 Days of Night                              | Doug Hertz            | junto a Josh Hartnett, Melissa George, Danny Huston, Ben Foster y Craig Hall                 |
| 2007 | Ghost Rider                                   | Redneck               | junto a Nicolas Cage, Eva Mendes, Sam Elliott, Wes Bentley, Matt Long y Peter Fonda          |
| 2007 | Eagle vs Shark                                | Damon                 | junto a Loren Horsley, Craig Hall, Jemaine Clement y Chelsie Preston Crayford                |
| 2006 | Treasure Island Kids: The Mystery of Treasure | Obi                   | junto a Keith Adams, Beth Allen, Alexandra Birchfield y Frank Brown                          |
| 2006 | The Silence                                   | Ross Moss             | junto a Richard Roxburgh, Essie Davis, Damian de Montemas, Ella Scott Lynch y Firass Dirani  |
| 2006 | A.K.A                                         | -                     | junto a John Leguizamo, Jake T. Austin, Brian Hallisay y Joe Manganiello                     |
| 2005 | Stealth                                       | Líder de Black Ops    | junto a Jessica Biel, Josh Lucas y Richard Roxburgh                                          |
| 2005 | Little Fish                                   | Steven Moss           | junto a Cate Blanchett, Hugo Weaving, Sam Neill, Noni Hazlehurst, Lisa McCune y Susie Porter |
| 2005 | Mee-Shee: The Water Giant                     | Snead                 | junto a Bruce Greenwood, Daniel Magder y Rena Owen                                           |
| 2004 | The Brush-Off                                 | Spider                | junto a David Wenham, Mick Molloy, Steve Bisley, Justine Clarke y Leah Vandenberg            |
| 2003 | El Señor de los Anillos: el retorno del Rey   | Teniente de los Orcos | junto a John Rhys-Davies, Hugo Weaving, David Wenham y Andy Serkis                           |
| 2003 | Perfect Strangers                             | Bill                  | junto a Rachael Blake, Robyn Malcolm, Paul Glover y Sam Neill                                |
| 2000 | Channelling Baby                              | Tony                  | junto a Danielle Cormack, Jodie Rimmer y Donogh Rees                                         |
| 1999 | Thinking About Sleep                          | Robert                | corto - junto a Kerry Fox, Nathaniel Lees y Genevieve McClean                                |
| 1998 | Lawless                                       | Terry Bowers          | junto a Kevin Smith, Angela Marie Dotchin y Geoff Dolan                                      |
| 1998 | Memory & Desire                               | Nod                   | junto a Norman Forsey, John Hancox, Ian Hughes y Rome Kanda                                  |
| 1998 | The Chosen                                    | Trevor O'Connor       | junto a Jeremy Sims, Cliff Curtis, Radha Mitchell y Craig Hall                               |
| 1997 | Topless Women Talk About Their Lives          | Neil                  | junto a Danielle Cormack, Willa O'Neill y Rose McIver                                        |
| 1997 | Sarah's Washing                               | -                     | cortometraje                                                                                 |
| 1997 | The Bar                                       | -                     | corto - junto a Sophia Hawthorne, Bruce Hopkins y Michael Hurst                              |
| 1997 | Peach                                         | Mog                   | corto - junto a Tania Simon, Don Selwyn y Lucy Lawless                                       |
| 1997 | Sure to Rise                                  | Paracaidista          | corto - junto a Hester Joyce y Andy Conlan                                                   |
| 1992 | My Grandpa Is a Vampire                       | Cajero de McDonalds   | junto a Al Lewis, Justin Gocke, Noel Appleby y David Weatherley                              |
| 1990 | The Shrimp on the Barbie                      | Lance                 | junto a Cheech Marin, Emma Samms, Vernon Wells, Bruce Spence y Carole Davis                  |
| 1990 | The Grasscutter                               | Víctima               | junto a Terence Cooper, Martin Maguire e Ian McElhinney                                      |
| 1988 | Just Me and Mario                             | Peter                 | junto a Mark Hadlow, Noel Appleby, Doug Aston y Dean Butler                                  |
| 1986 | Queen City Rocker                             | -                     | junto a Matthew Hunter, Mark Pilisi y Kim Willoughby                                         |

### Series de Televisión
| Año             | Título                                      | Personaje                          | Notas                           |
| --------------- | ------------------------------------------- | ---------------------------------- | ------------------------------- |
| 2018 - presente | Secret City                                 | Jim Hellier                        |                                 |
| 2018            | Harrow                                      | Tom Pinfold                        | episodio "Mens Rea"             |
| 2013 - 2017     | The Doctor Blake Mysteries                  | Supt. Matthew Lawson               | 32 episodios                    |
| 2016            | Ash vs. Evil Dead                           | Baal / Doctor Peacock              | 6 episodios                     |
| 2016            | Hillary                                     | Bunny Fuchs                        | 2 episodios                     |
| 2015 - 2016     | Westside                                    | Des McEwen                         | 8 episodios                     |
| 2015 - 2016     | Shortland Street                            | Jimmy Issac                        | 55 episodios                    |
| 2014            | Hope and Wire                               | Greggo                             | 3 episodios - miniserie         |
| 2014            | Agent Anna                                  | Grant                              | episodio # 2.1                  |
| 2013, 2014      | Power Rangers Megaforce                     | Gorgax/Yuffo                       | 2 episodios                     |
| 2013            | Spartacus: War of the Damned                | Cneo Pompeyo Magno                 | episodio "Victory"              |
| 2012            | Golden                                      | Paul Swanson                       | 6 episodios                     |
| 2009 - 2012     | Tangle                                      | Tim Williams                       | 22 episodios                    |
| 2012            | Miss Fisher's Murder Mysteries              | Sargento Grossmith                 | episodio "Blood and Circuses"   |
| 2012            | Power Rangers Samurai                       | Duplicator                         | episodio "Runaway Spike"        |
| 2011            | The Glades                                  | Clay Malone                        | episodio "Iron Pipeline"        |
| 2011            | Underbelly NZ: Land of the Long Green Cloud | Gary Majors                        | episodio "Disorganised Crime"   |
| 2010            | Hawaii Five-0                               | Kurt Miller                        | episodio "Palekaiko"            |
| 2010            | Sons of Anarchy                             | Donny                              | 5 episodios                     |
| 2010            | City Homicide                               | Richard McCallister                | 2 episodios                     |
| 2010            | This Is Not My Life                         | Richard Foster                     | 8 episodios                     |
| 2009            | :30 Seconds                                 | Martin Manning                     | 6 episodios                     |
| 2007            | Without a Trace                             | Jeff Henry                         | episodio "At Rest"              |
| 2005            | Interrogation                               | -                                  | episodio "Family Matters"       |
| 2004            | Power Rangers Dino Thunder                  | Jupitor                            | 5 episodios                     |
| 2003            | Power Rangers Ninja Storm                   | Footzilla/Slob Goblin              | 2 episodios                     |
| 2002            | Mercy Peak                                  | Cornell Van der Velter             | 3 episodios                     |
| 2000 - 2001     | Cleopatra 2525                              | Creegan                            | 6 episodios                     |
| 2000 - 2001     | Xena: Warrior Princess                      | Deimos/Lucifer                     | 2 episodios                     |
| 1996 - 1999     | Hercules: The Legendary Journeys            | Strife/Deimos/David Scott Pollison | 9 episodios                     |
| 1998 - 1999     | Young Hercules                              | Strife/Nysus Gaius                 | 12 episodios                    |
| 1999            | Jackson's Wharf                             | Greg Smith                         | 3 episodios                     |
| 1996            | Shortland Street                            | Craig Develter                     | 7 episodios                     |
| 1995            | Riding Higg                                 | Hawk                               | 3 episodios                     |
| 1995            | Mysterious Island                           | Jake                               | episodio "Last Rites of Spring" |
| 1988            | Strangers                                   | Ludo                               | -                               |

## Premios y nominaciones
| Año  | Categoría                                         | Premio                   | Serie/Película                       | Resultado |
| ---- | ------------------------------------------------- | ------------------------ | ------------------------------------ | --------- |
| 2010 | Most Outstanding Performance by an Actor-Male     | ASTRA Award              | :30 Seconds                          | Nominado  |
| 2006 | Television-Best Performance by a Supporting Actor | New Zealand Screen Award | Interrogation                        | Nominado  |
| 1997 | Best Actor                                        | Film Award               | Topless Women Talk About Their Lives | Ganó      |